# Euthycera maculatissima
Euthycera maculatissima är en tvåvingeart som först beskrevs av Gabriel Strobl 1906.  Euthycera maculatissima ingår i släktet Euthycera och familjen kärrflugor.
Artens utbredningsområde är Spanien. Inga underarter finns listade i Catalogue of Life.